# Ein erfolgreicher Mann
Ein erfolgreicher Mann (Originaltitel: How to Get Ahead in Advertising, deutscher Alternativtitel: Kopf an Kopf) ist eine britische Schwarze Komödie von Bruce Robinson aus dem Jahr 1989.

## Handlung
Denis Dimbleby Bagley arbeitet in einer großen Werbefirma in London. Seine Karriere ist im Aufwind und er wird gut bezahlt, mit seiner Ehefrau Julia bewohnt er ein großes Haus unweit von London. Von seinem Vorgesetzten Bristol erhält er den wichtigen Auftrag, binnen kurzer Zeit eine Werbung für Pickel-Creme zu entwerfen, doch fällt ihm im Stress keine gute Idee ein. Während der Zugfahrt nach Hause erleidet der überspannte Denis einen Nervenzusammenbruch und gerät in eine Sinnkrise. Er schämt sich für die Werbungen, die er in den letzten Jahren für Zigaretten und Ölfirmen entworfen hat. Beim Abendessen beleidigt er im manischen Zustand die beste Freundin seiner Frau; am nächsten Morgen demoliert er das Haus, um Werbeprodukte herauszuschmeißen. Er reicht seine Kündigung ein und plant, die Welt vor den Tätigkeiten der Werbeindustrie zu warnen.
Julia entdeckt unterdessen eine Beule an der rechten Schulter ihres Mannes. Wenig später beginnt die Beule mit Denis zu sprechen, doch niemand glaubt dem Verzweifelten. Im Gegensatz zu Denis vertritt die Beule gewissenlose, zynische Prinzipien eines radikalen Marktes und beschimpft Denis als Kommunisten. Die Beule kann durch den Mund von Denis sprechen, was zu missverständlichen Gesprächen und verrückten Verhaltensweisen führt. Daher gerät Denis schließlich in eine psychiatrische Behandlung. Der Psychiater diagnostiziert, dass Denis in einer Schizophrenie die Seiten von sich, die er nicht leiden mag, auf die Beule schiebt. Kurz vor der geplanten Operation, welche die Beule entfernen soll, wächst die Beule zu einem eigenen Kopf heran, der dem Gesicht von Denis bis auf einen markanten Schnurrbart gleicht. Nun ist das vorherige, moralische Ich von Denis zu einer Beule degradiert und befindet sich auf der linken Seite des „neuen“ Kopfes. Dieser wird in der Operation stark beschnitten und soll danach absterben.
Nach der Operation ist Denis (neben seinem Schnurrbart) auch charakterlich erneut verändert, er ist nun der kaltherzige, aber gerissene Geschäftsmann. Er steigt wieder in die Firma ein und bringt die Idee durch, dass Pickel in Zukunft als positives Schönheitsmerkmal vermarktet werden. Daher soll es bald Creme für Pickel geben. Seine Frau ist von seiner Kaltschnäuzigkeit und seiner Sexbesessenheit zunehmend irritiert. Der ursprüngliche Kopf von Denis ist nur noch eine Beule, kann allerdings durch seine Stimme Julia zu einem Video führen, das er während seiner aktivistischen Phase aufgenommen hat: darin warnt er vor den Trugbildern der Werbeindustrie und verursachten Umweltproblemen. Als der „neue“ Denis während des Videos in den Raum tritt, wird Julia der Unterschied endgültig augenfällig, und sie verlässt ihn. Zuletzt reitet Denis alleine auf einem Pferd durch die englische Landschaft und verspricht, er werde nicht eher ruhen, bis er den Konsumenten alles gebe, was sie wollen.

## Hintergrund
How to Get Ahead in Advertising war nach Withnail & I die zweite Zusammenarbeit zwischen Bruce Robinson und Richard E. Grant. Robinson vertraute ebenfalls auf einen großen Teil der Filmcrew, die er bei seinem Debütfilm Withnail & I versammelt hatte. Produziert wurde der Film von HandMade Films, der von George Harrison initiierten Filmproduktionsgesellschaft.

## Kritiken
Roger Ebert lobte in seiner Kritik vom 12. Mai 1989 die Darstellung von Richard E. Grant, der unter Beweis stelle, wie kaum ein anderer Schauspieler im gegenwärtigen Kino boshafte und abstoßende Figuren spielen zu können. Regisseur und Drehbuchautor Bruce Robinson habe etwas über die Konsumgesellschaft zu sagen, doch scheine er es „alles niedergeschrieben und Grant als Dialog“ gegeben zu haben. Viele der Reden im Film seien zu lang und redundant: „Der Film wäre besser, wenn er alle seine Bilder und Darstellungen behalten, aber eine Menge Text herausschmeißen würde, der ausführlich Dinge erklärt, die keine Erklärung brauchen.“
Der US-Kritiker Ken Hanke beschrieb den Film als eine der „seltsamsten, unerhörtesten, bittersten, respektlosesten und auf bissige Weise komischsten Satiren, die das Kino je offeriert hat.“ Der Film warte mit vielen Überraschungen auf und beinhalte einen wunderbar kreativen Soundtrack, bleibe dabei „sehr witzig und unerbittlich düster“.
Der Filmdienst schreibt weitgehend positiv gestimmt: „Eine rabenschwarze Parabel über den schlechten Zustand der Welt, die an Profitgier und Konsumzwängen krankt, dies zwar erkennt, aber fröhlich auf den Abgrund zusteuert. Ein engagierter Film voller richtiger Aussagen, deren filmische Umsetzung jedoch nicht jedermanns Geschmack sein wird.“